# Série mondiale de baseball féminin 2004
Navigation
Édition précédente
La Série mondiale de baseball féminin 2004 est la 4e édition de cette épreuve mettant aux prises les meilleures sélections nationales. Elle s'est tenue du 18 au 21 juillet 2004 à Uozu City au Japon.
Le Japon conserve son titre en battant les États-Unis en finale, 14-4.
Cette édition est la dernière à laquelle des sélections nationales participent. Elles disputent ensuite la Coupe du monde créée en 2004.

## Sélections
Huit équipes participent à cette édition:
| Poule A      | Poule A                |
| ------------ | ---------------------- |
| Canada       | 4e Série mondiale 2002 |
| Corée du Sud | 1re apparition         |
| Hong Kong    | 1re apparition         |
| Japon        | Série mondiale 2003    |

| Poule B    | Poule B             |
| ---------- | ------------------- |
| Australie  | Série mondiale 2003 |
| États-Unis | Série mondiale 2003 |
| Inde       | 1re apparition      |
| Taïwan     | 1re apparition      |

## Format du tournoi
Lors du premier tour, les équipes sont réparties en deux poules au format round robin (A et B). Les deux meilleures équipes se qualifient pour les demi-finales et finales.
Si une équipe mène de plus de 10 points après le début de la 5e manche ou 12 en 4e manche, le match est arrêté (mercy rule).

## Classement final
| Pl. | Sélection    |
| --- | ------------ |
|     | Japon        |
|     | États-Unis   |
|     | Canada       |
| 4   | Australie    |
| 5   | Taïwan       |
| 6   | Hong Kong    |
| 7   | Inde         |
| 8   | Corée du Sud |

## Premier tour

### Poule A
| Date       | Lieu             | Recevant  | Visiteur     | Score  |
| ---------- | ---------------- | --------- | ------------ | ------ |
| 18 juillet | Monoyama Stadium | Japon     | Canada       | 10 - 6 |
| 18 juillet | Monoyama Stadium | Hong Kong | Corée du Sud | 16 - 6 |
| 19 juillet | Monoyama Stadium | Canada    | Hong Kong    | 12 - 2 |
| 19 juillet | Monoyama Stadium | Japon     | Corée du Sud | 53 - 0 |
| 20 juillet | Monoyama Stadium | Canada    | Corée du Sud | 27 - 0 |
| 20 juillet | Monoyama Stadium | Japon     | Hong Kong    | 37 - 0 |

| Pl. | Équipe       | J | V | D | PM | PC | %     |
| --- | ------------ | - | - | - | -- | -- | ----- |
| 1   | Japon        | 3 | 3 | 0 | 90 | 6  | 1.000 |
| 2   | Canada       | 3 | 2 | 1 | 45 | 12 | .667  |
| 3   | Hong Kong    | 3 | 1 | 2 | 18 | 55 | .333  |
| 4   | Corée du Sud | 3 | 0 | 3 | 6  | 96 | .000  |

### Poule B
| Date       | Lieu             | Recevant   | Visiteur  | Score  |
| ---------- | ---------------- | ---------- | --------- | ------ |
| 18 juillet | Monoyama Stadium | États-Unis | Inde      | 11 - 0 |
| 18 juillet | Monoyama Stadium | Australie  | Taïwan    | 10 - 9 |
| 19 juillet | Monoyama Stadium | États-Unis | Taïwan    | 4 - 3  |
| 19 juillet | Monoyama Stadium | Australie  | Inde      | 20 - 3 |
| 20 juillet | Monoyama Stadium | Inde       | Taïwan    | 4 - 16 |
| 20 juillet | Monoyama Stadium | États-Unis | Australie | 11 - 1 |

| Pl. | Équipe     | J | V | D | PM | PC | %     |
| --- | ---------- | - | - | - | -- | -- | ----- |
| 1   | États-Unis | 3 | 3 | 0 | 26 | 4  | 1.000 |
| 2   | Australie  | 3 | 2 | 1 | 31 | 23 | .667  |
| 3   | Taïwan     | 3 | 1 | 2 | 28 | 18 | .333  |
| 4   | Inde       | 3 | 0 | 3 | 7  | 47 | .000  |

## Dernier carré
|  | Demi-finales                | Demi-finales                |                        |    | Finale                      | Finale                      |
|  | Demi-finales                | Demi-finales                |                        |    | Finale                      | Finale                      |
|  |                             |                             |                        |    |                             |                             |
|  | 21 juillet 2010 à Uozu City | 21 juillet 2010 à Uozu City |                        |    | 21 juillet 2010 à Uozu City | 21 juillet 2010 à Uozu City |
|  | 21 juillet 2010 à Uozu City | 21 juillet 2010 à Uozu City |                        |    | 21 juillet 2010 à Uozu City | 21 juillet 2010 à Uozu City |
|  | Japon                       | 13                          |                        |    | 21 juillet 2010 à Uozu City | 21 juillet 2010 à Uozu City |
|  | Japon                       | 13                          |                        |    | 21 juillet 2010 à Uozu City | 21 juillet 2010 à Uozu City |
|  | Australie                   | 6                           |                        |    | 21 juillet 2010 à Uozu City | 21 juillet 2010 à Uozu City |
|  | Australie                   | 6                           | Japon                  | 14 |                             |                             |
|  | 21 juillet 2010 à Uozu City |                             | Japon                  | 14 |                             |                             |
|  |                             | États-Unis                  | 4                      |    |                             |                             |
|  | États-Unis                  | États-Unis                  | 4                      | 3  |                             |                             |
|  | États-Unis                  |                             |                        | 3  |                             |                             |
|  | Canada                      | 2                           |                        |    |                             |                             |
|  | Canada                      | 2                           | Match pour la 3e place |    |                             |                             |
|  |                             |                             |                        |    |                             |                             |
|  | 21 juillet 2010 à Uozu City |                             |                        |    |                             |                             |
|  |                             |                             |                        |    |                             |                             |
|  | Australie                   | *                           |                        |    |                             |                             |
|  | Australie                   | *                           |                        |    |                             |                             |
|  | Canada                      | *                           |                        |    |                             |                             |
|  | Canada                      | *                           |                        |    |                             |                             |

- Score du match pour la médaille de bronze inconnu.